# إميلي لوتينز
ليدي إميلي لوتينز (بالولادة: بولور-ليتون بالإنجليزية: Lady Emily Lutyens; née Bulwer-Lytton)‏ (26 ديسمبر 1874 – 3 يناير 1964) كانت كاتبة بريطانية وعضوة بارزة في الحركة الثيوصوفية.

## النشأة والخلفية
وُلدت إميلي في عائلة مرموقة؛ فهي ابنة الدبلوماسي والشاعر إدوارد بولور ليتون، إيرل ليتون الأول، وأمها إديث فيلارز كونتيسة ليتون. نشأت في بيئة مثقفة وأرستقراطية، مما أتاح لها الانخراط في الأوساط الأدبية والفكرية البريطانية منذ سن مبكرة.

## الحياة الشخصية
في عام 1897، تزوجت من المهندس المعماري البريطاني الشهير إدوين لوتينز، وأنجبا خمسة أبناء. ارتبطت لاحقًا بالحركة الثيوصوفية، وأصبحت من أعضائها البارزين في أوائل القرن العشرين، حيث لعبت دورًا في نشر الفكر الثيوصوفي في بريطانيا.

## المسيرة الفكرية
ألفت ليدي إميلي عدة كتب ومقالات تناولت الفكر الروحي والثيوصوفي، وعُرفت بعلاقاتها الوثيقة مع شخصيات مؤثرة في هذا المجال مثل جيدو كريشنامورتي. كما شاركت في نشاطات الجمعيات الثيوصوفية وألقت محاضرات في بريطانيا وخارجها.

## الجوائز والتكريمات
- تكريم من الجمعية الثيوصوفية الدولية لإسهاماتها في نشر الفكر الثيوصوفي (1950)[6].
- تقدير أدبي من جمعية المؤلفين البريطانيين عن مجمل أعمالها (1960)[7].

## أعمال مختارة
- The Golden Book of the Theosophical Society – 1925.
- Candles in the Sun – 1957.
- Krishnamurti and the World Teacher – 1936.
- The Birth of a Movement – 1945.
- To Be Young – 1959.

## الجدول الزمني
| السنة       | الحدث                                                     |
| ----------- | --------------------------------------------------------- |
| 1874        | ولادتها في إنجلترا.                                       |
| 1897        | زواجها من إدوين لوتينز.                                   |
| أوائل 1900s | انضمامها للحركة الثيوصوفية.                               |
| 1925        | إصدار كتاب "The Golden Book of the Theosophical Society". |
| 1950        | تكريمها من الجمعية الثيوصوفية الدولية.                    |
| 1960        | حصولها على تقدير أدبي من جمعية المؤلفين البريطانيين.      |
| 1964        | وفاتها في 3 يناير.                                        |